# 사사하라 요시미
사사하라 요시미(일본어: 笹原 義巳, 1974년 4월 2일 ~ )는 일본의 전 축구 선수이다.

## 구단 경력
과거 혼다, 가와사키 프론탈레, 사간 도스에서 활동하였다.